# 1917 en Australie
Chronologie de l'Australie
- 1913
- 1914
- 1915
- 1916
- 1917
- 1918
- 1919
- 1920
- 1921

Cette page concerne les évènements survenus en 1917 en Australie :

## Évènements
- Grève générale de 1917 en Australie (en)
- 1917-1918 : Meurtres de Wonnangatta (en)
- 5 mai :  Élections fédérales australiennes
- 9 juillet : Trouble de la conscription à l'école des arts de Brisbane (en)
- 29 septembre :  Élections législatives en Australie-Occidentale
- 29 novembre : Incident du lancer d'œuf de Billy Hughes (en)
- 20 décembre :  Référendum australien sur le renfort des troupes du Commonwealth à l'étranger.

## Culture

### Film
- Australia's Peril (en)
- The Church and the Woman
- The Hayseeds Come to Sydney (en)
- The Murder of Captain Fryatt (en)
- Remorse, a Story of the Red Plague (en)

### Littérature
- Sortie du livre satirique The Glugs of Gosh (en) de C.J. Dennis

## Création
- Brisbane Tigers (en) (rugby)
- City of Sandringham (en)

## Dissolution, fermeture
- Shire de Barolin (en)
- Shire de Brassall (en)
- Shire de Granville (en)
- Shire de Howard (en)
- Shire de Tinana (en)

## Naissance
- Laurie Aarons (en), chef du parti communiste australien.
- Nancy Cato (en), écrivaine.
- Barbara Jefferis (en), écrivaine.

## Décès
- Joseph Cullen (en), journaliste et personnalité politique.
- Frederick McCubbin, peintre.